# Dnyandeo Yashwantrao Patil
Dnyandeo Yashwantrao Patil (ur. 22 października 1935) – indyjski polityk.
Urodził się w Kolhapurze. Studiował na Shivaji University w rodzinnym mieście. W 1972 wybrany, jako reprezentant Kongresu, do izby niższej parlamentu Maharasztry. W 2009 został mianowany gubernatorem Tripury.